# Ліфшаґерд
Ліфшаґерд (перс. ليفشاگرد) — село в Ірані, у дегестані Тулем, у бахші Тулем, шагрестані Совмее-Сара остану Ґілян. За даними перепису 2006 року, його населення становило 1352 особи, що проживали у складі 385 сімей.

## Клімат
Середня річна температура становить 14,21 °C, середня максимальна – 28,26 °C, а середня мінімальна – -0,42 °C. Середня річна кількість опадів – 1015 мм.
| Клімат поселення                              | Клімат поселення | Клімат поселення | Клімат поселення | Клімат поселення | Клімат поселення | Клімат поселення | Клімат поселення | Клімат поселення | Клімат поселення | Клімат поселення | Клімат поселення | Клімат поселення | Клімат поселення |
| Показник                                      | Січ.             | Лют.             | Бер.             | Квіт.            | Трав.            | Черв.            | Лип.             | Серп.            | Вер.             | Жовт.            | Лист.            | Груд.            |                  |
| Середній максимум, °C                         | 8,99             | 9,01             | 11,57            | 17,68            | 21,83            | 25,23            | 28,26            | 27,84            | 24,22            | 21,14            | 16,78            | 12,16            |                  |
| Середня температура, °C                       | 4,29             | 4,32             | 6,88             | 12,99            | 17,12            | 20,54            | 23,93            | 23,50            | 19,88            | 16,80            | 12,44            | 7,80             |                  |
| Середній мінімум, °C                          | −0,42            | −0,37            | 2,19             | 8,28             | 12,44            | 15,85            | 19,58            | 19,16            | 15,53            | 12,47            | 8,10             | 3,47             |                  |
| Норма опадів, мм                              | 106              | 83               | 79               | 51               | 42               | 27               | 21               | 50               | 107              | 164              | 145              | 140              |                  |
| Середньомісячна швидкість вітру, м/с          | 2.20             | 2.40             | 2.40             | 2.30             | 2.30             | 2.60             | 2.52             | 2.30             | 2.11             | 2.10             | 2.03             | 2.01             |                  |
| Середньомісячна сонячна радіація, кДж/м²·день | 6773             | 8964             | 11021            | 15735            | 20111            | 22502            | 23374            | 19622            | 16063            | 10917            | 8508             | 6510             |                  |
| --------------------------------------------- | ---------------- | ---------------- | ---------------- | ---------------- | ---------------- | ---------------- | ---------------- | ---------------- | ---------------- | ---------------- | ---------------- | ---------------- | ---------------- |
| Джерело:                                      |                  |                  |                  |                  |                  |                  |                  |                  |                  |                  |                  |                  |                  |